# Гуцулочки

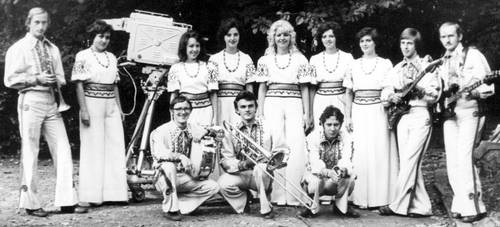
Ансамбль «Гуцулочки»

Жіночий вокальний ансамбль «Гуцулочки» був створений в Івано-Франківському педагогічному інституті у 1971 році Галиною Кушнірук. 
Репертуар ансамблю складали обробки народних пісень, пісні Л. Дутковського, В. Івасюка, Р. Савицького та музичного керівника ансамблю Володимира Яцоли. Також в репертуар входили традиційні пісні тих країн, куди самодіяльні «Гуцулочки» досить часто виїжджали на гастролі. 
«Гуцулочки» стали лауреатами республіканського фестивалю, першого Всесоюзного фестивалю самодіяльної художньої творчості, третього Фестивалю молоді України. 
Вони неодноразово виступали у великих містах тодішнього СРСР, здійснювали закордонні турне до Японії (1977), Польщі (1978), Алжиру (1979). В 1979р. фірма «Мелодія» випустила платівку-міньйон «Гуцулочок». У тому ж році Володимира Яцолу було вбито в одному з парків Івано-Франківська. Ансамбль продовжував існувати й надалі, у 2010 році вийшов компакт-диск "Співають «Гуцулочки».
Керівники — Галина Кушнірук та Володимир Яцола.

## Дискографія

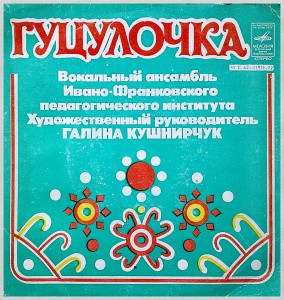

1979, С62-11971-2 (ЕР) Вокальний ансамбль «Гуцулочка» Івано-Франківського педагогічного інституту, худ. керівник Галина Кушнірчук
1. Пішов Іван полонину косити (нар.п,обр.В.Яцоли)
2. Гуцулка Ксеня (муз. і сл. Р.Савицького)
3. Ти до мене не ходи (нар.п.,обр.А.Кос-Анатольського)
4. Анничка (В.Яцола-М.Кубик)
5. Усмішка (Л.Дутковський-А.Драгомирецький)

2010 (CD) Співають “Гуцулочки”
1. Гори Карпати
2. Сумна я була
3. Не пий, коню, воду
4. Тече вода ледова
5. Нічко цікавая
6. Марічка
7. Ой у лісі зеленому
8. Під облачком
9. Весна
10. Карі очі, чорні брови
11. Світку зелений мій
12. До танцю
13. Летять ластівочки
14. Там, за селом стежка
15. Стою собі та й думаю [1]